# Magosligeti Cserköz-erdő Természetvédelmi Terület

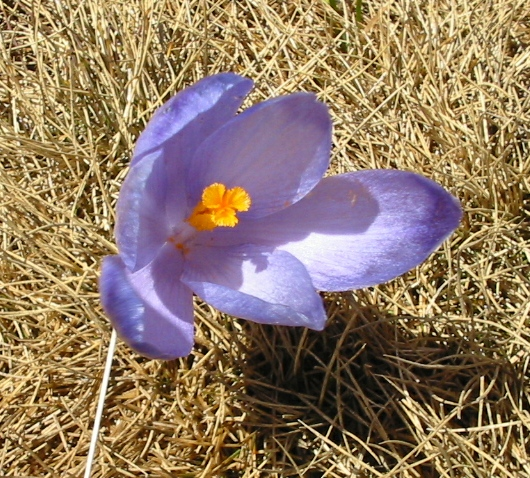
Kárpáti sáfrány

A Szatmár-Beregi Tájvédelmi Körzet területéhez tartozó Marosligeti Cserköz-erdő Magosliget határában található.

## Fekvése
Fehérgyarmattól északkeletre, az ukrán határ közelében, Kispalád és Uszka közt, Magosligettől nyugatra fekszik.

## Leírása

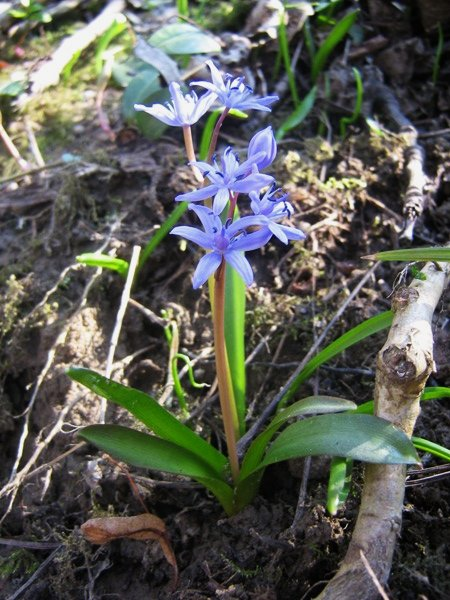
Csillagvirág

A Szatmári-síksághoz tartozó Túrháton a hajdani erdők mozaikjaként maradt fenn a gyertyános-tölgyes Cserköz-erdő, mely még mindig nagyon hasonlít egykori formájához.

## Növényvilága
Különlegességét aljnövényzetének köszönheti. A fák alatt virít megszámlálhatatlan sokaságban az amúgy ritkaságnak számító védett kárpáti sáfrány, de minden évszakban nyílik itt valami. Már tél végén, a hó alól kibújva nyílik a tavasz első hírnöke a hóvirág, majd a tavaszi tőzike, és a védett erdélyi csillagvirág. 

Az erdő aljnövényzetében megtalálható a berki szellőrózsa, a gyöngyvirág, a szagos müge is.

## Állatvilága
Az erdő állatvilága is sokszínű. Megtalálható itt az őz, a róka, és a vaddisznó is.  A madarak közül itt költ a barna kánya, nagy fülemüle, fekete harkály, holló. A hüllők közül pedig az erdei sikló.

## Galéria

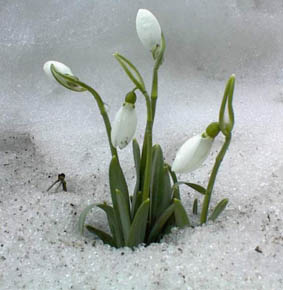
Hóvirág
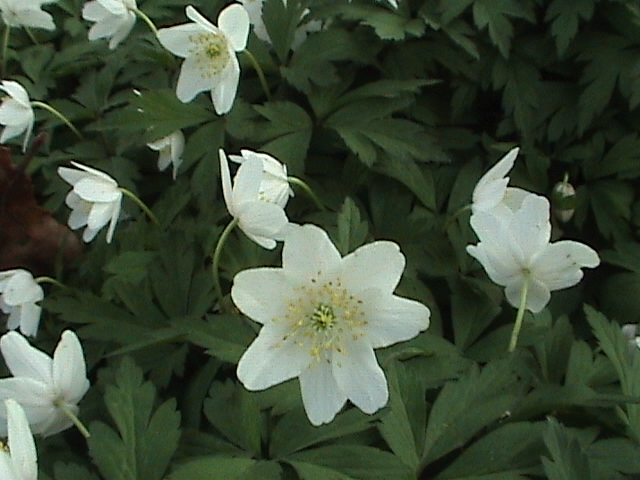
Berki szellőrózsa
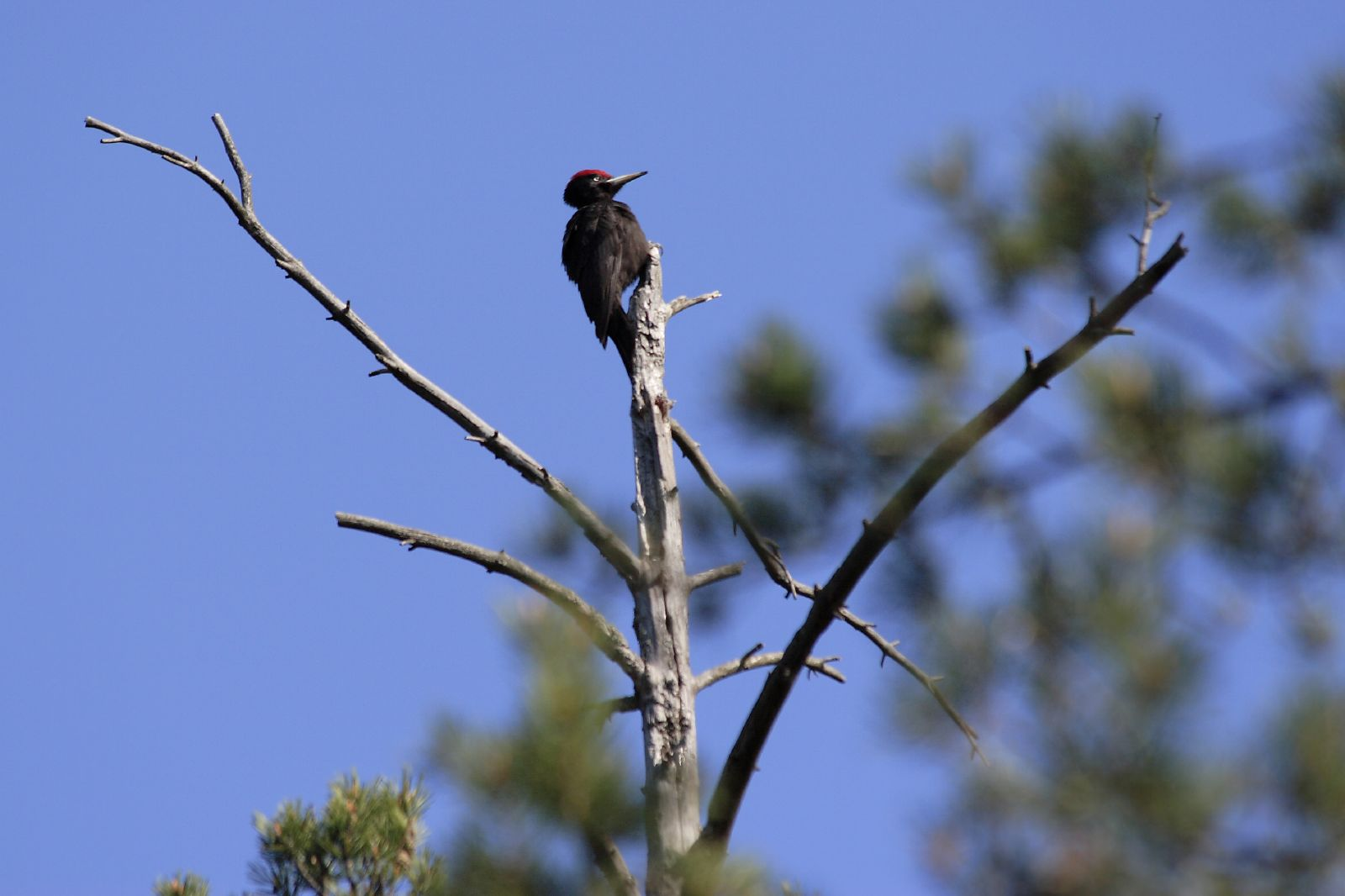
Fekete harkály
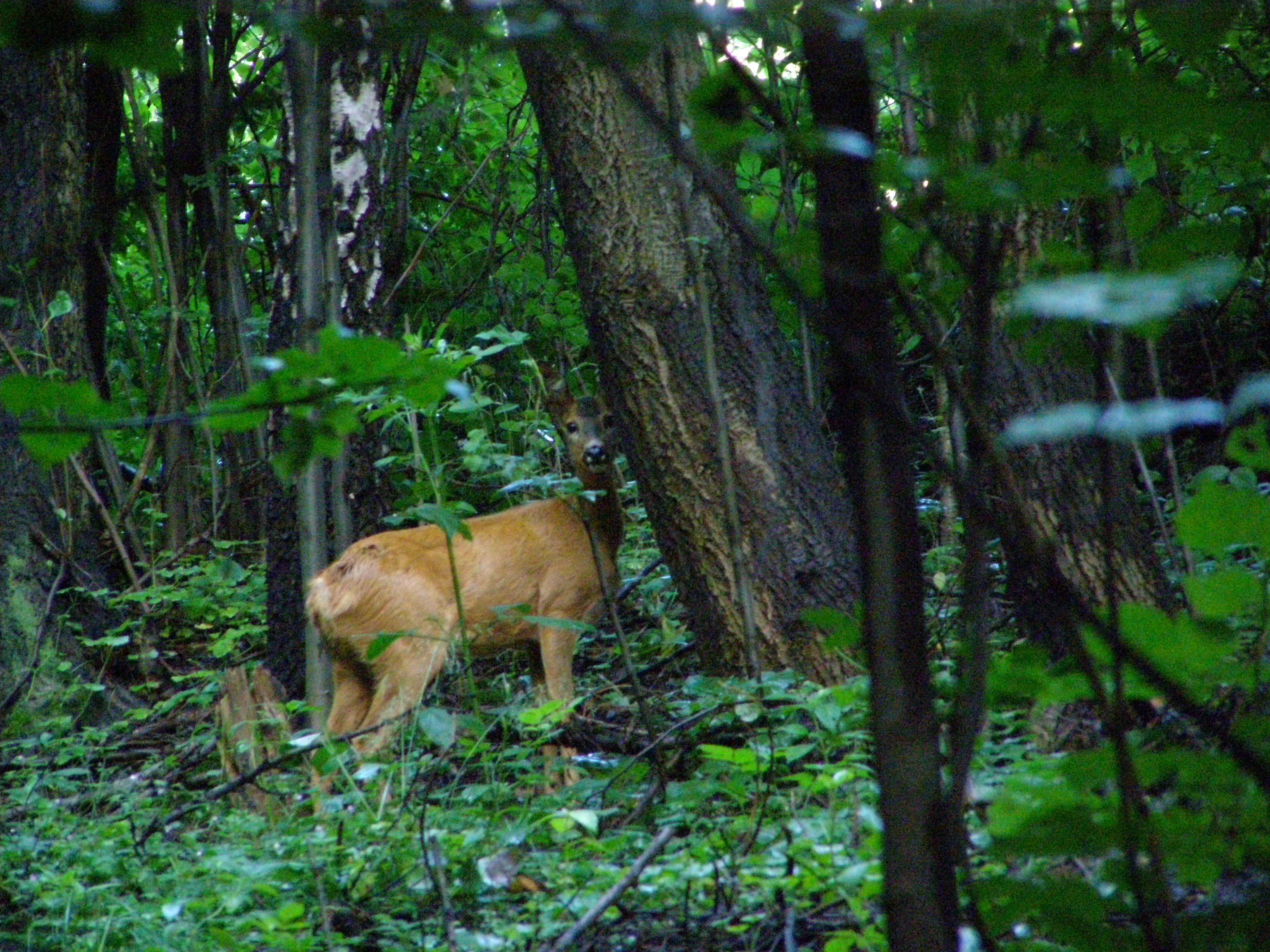
Őz
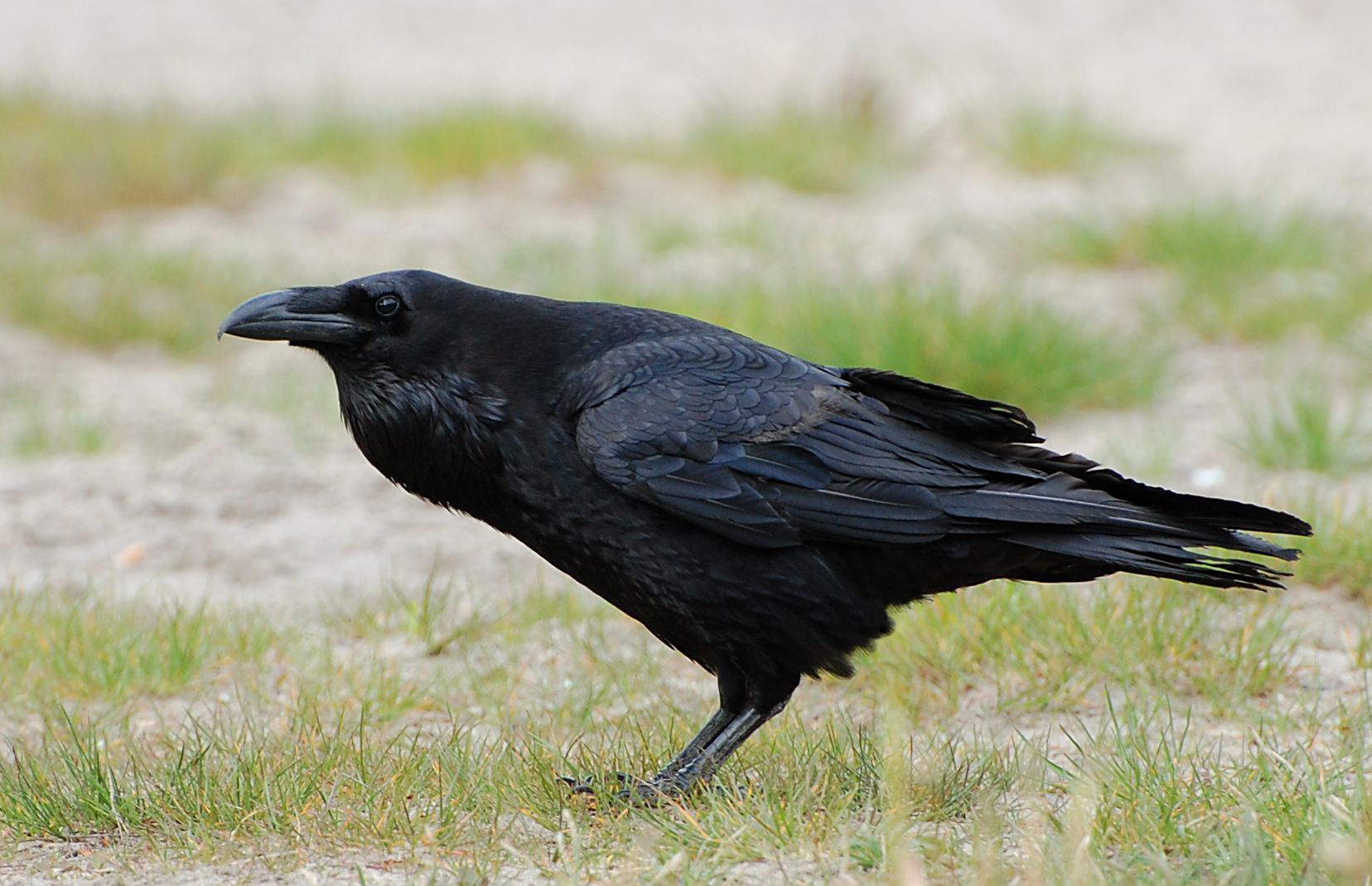
Holló
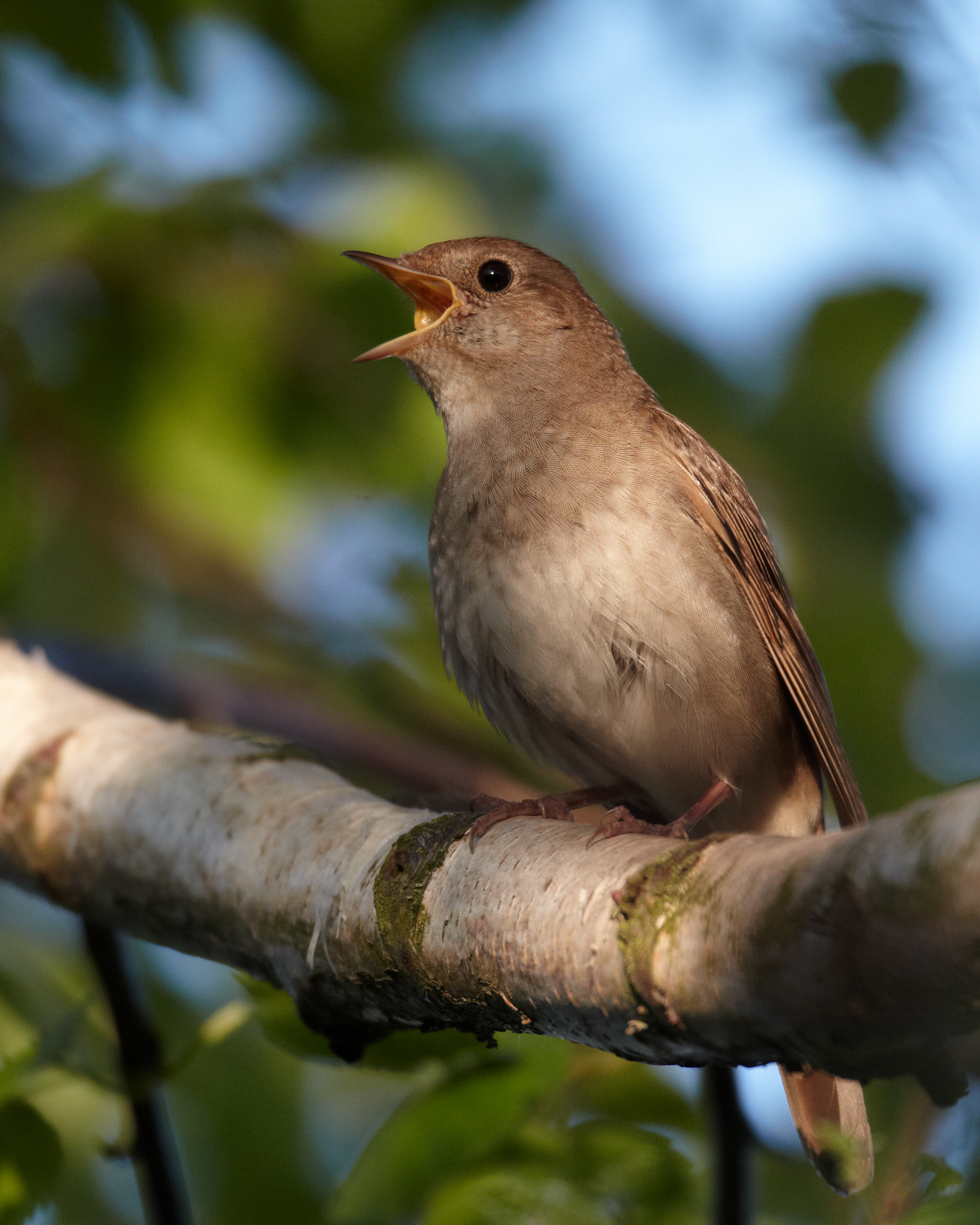
Nagy fülemüle
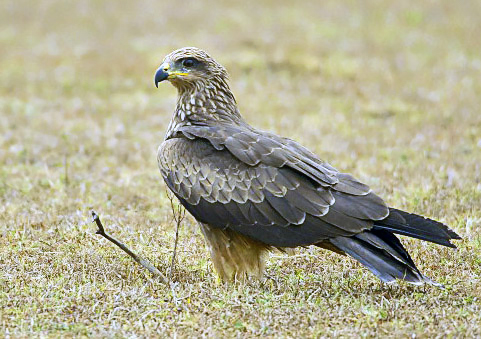
Barna kánya
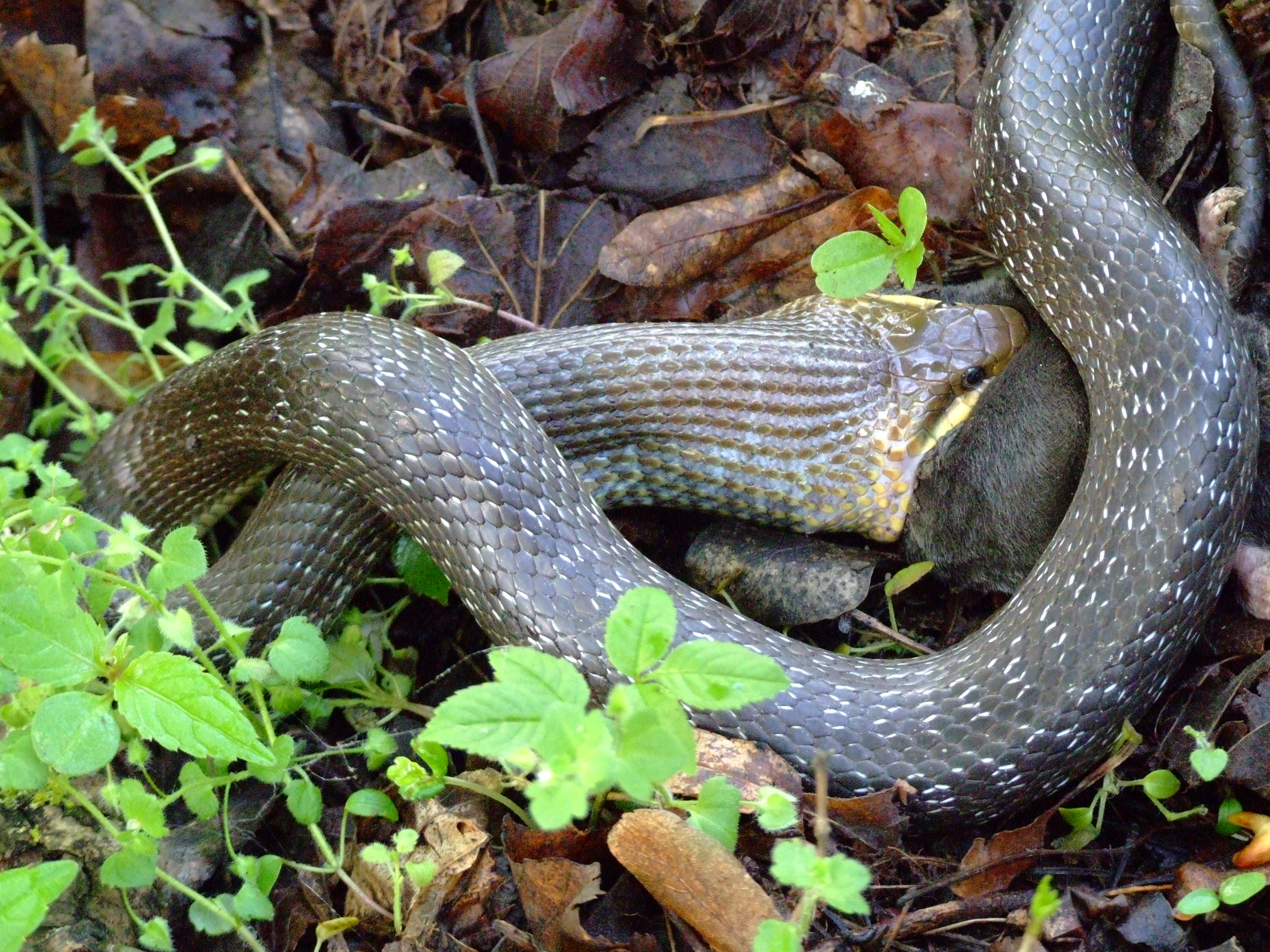
Erdei sikló